# Pierre Verbrugghe
Pour les articles homonymes, voir Verbrugghe.
Pierre Verbrugghe (1929-2017) est un haut fonctionnaire français.

## Biographie

### Origines, début et formation
Pierre Verbrugghe naît le 8 avril 1929 à Wattrelos, dans le Nord.
Jeune bachelier, il a fait ses débuts comme auxiliaire de préfecture à Lille de 1948 à 1950, puis attaché de préfecture de 1950 à 1955, et enfin élève de l'École nationale d'administration, au sein de la promotion France-Afrique (1955-1957).

### Carrière
Sorti de l'ENA dans le corps des administrateurs civils, il est successivement chef de cabinet du préfet des Hautes-Alpes (1957), secrétaire général du Territoire de Belfort (1959), sous-préfet de l'arrondissement de Montdidier (1964) et secrétaire général de la Nièvre (1967).
Détaché comme chargé de mission, il devient sous-préfet de l'arrondissement de Thionville en 1973. Il rejoint ensuite les cabinets ministériels, pour être nommé préfet de Seine-et-Marne (1982). À la suite d'une manifestation houleuse organisée par plus de mille policiers place Beauvau contre « l'Etat socialiste » le 3 juin 1983, François Mitterrand décide de nommer lui-même Verbrugghe directeur général de la Police nationale (1983).
Durant la Première cohabitation, Charles Pasqua, souhaitant nettoyer l'État des hauts fonctionnaires proches de la gauche, obtient le départ de Verbrugghe,,. François Mitterrand demande à ce qu'un poste d'égale importance lui soit confié ; il refuse la présidence de la Caisse nationale de l'énergie, puis accepte un poste à la Cour des comptes. A la fin de la cohabitation, il est placé à la tête de la préfecture de police de Paris par le président Mitterrand.
Son dernier poste est celui de président du conseil d'administration de l'Association technique de l'importation charbonnière,.

### Retraite et mort
Il prend sa retraite en 1994.
En 1998, il est relaxé dans l'affaire Joseph Doucé, dans laquelle il était mis en cause pour des écoutes supposées illégales.
Il meurt le 4 juin 2017, à l'âge de 88 ans. Ses obsèques se sont déroulées au cimetière du Père-Lachaise.
Georges Marion et Edwy Plenel révèlent alors que c'était lui qui avait été leur informateur dans le cadre de l'affaire du Rainbow Warrior.